# Química radioanalítica
A química radioanalítica concentra-se na análise de amostras quanto ao seu conteúdo de radionuclídeos. Vários métodos são empregados para purificar e identificar o radioelemento de interesse por meio de métodos químicos e técnicas de medição de amostra.

## História
O campo da química radioanalítica foi originalmente desenvolvido por Marie Curie com contribuições de Ernest Rutherford e Frederick Soddy. Eles desenvolveram técnicas de separação química e medição de radiação em substâncias radioativas terrestres. Durante os vinte anos que se seguiram a 1897, surgiram os conceitos de radionuclídeos.

## Modos de decaimento de radiação

### Decaimento de partículas alfa
O decaimento alfa é caracterizado pela emissão de uma partícula alfa, a 4 Ele núcleo. O modo desse decaimento faz com que o núcleo parental diminua em dois prótons e dois nêutrons. Este tipo de decadência segue a relação:
{\displaystyle {}_{Z}^{A}\!X\to {}_{Z-2}^{A-4}\!Y+{}_{2}^{4}\alpha }

### Decaimento de partículas beta
O decaimento beta é caracterizado pela emissão de um neutrino e um negatron que é equivalente a um elétron. Esse processo ocorre quando um núcleo tem um excesso de nêutrons em relação aos prótons, em comparação com o isobar estável. Esse tipo de transição converte um nêutron em um próton; da mesma forma, um pósitron é liberado quando um próton é convertido em um nêutron. Essas decadências seguem a relação:
{\displaystyle {}_{Z}^{A}\!X\to {}_{Z+1}^{A}\!Y+{\bar {\nu }}+\beta ^{-}}
{\displaystyle {}_{Z}^{A}\!X\to {}_{Z-1}^{A}\!Y+\nu +\beta ^{+}}

### Decaimento de raios gama
A emissão de raios gama segue os modos de decaimento discutidos anteriormente, quando o decaimento deixa um núcleo filho em um estado excitado. Este núcleo é capaz de desexcitação adicional para um estado de energia mais baixa pela liberação de um fóton. Essa decadência segue a relação:
{\displaystyle {}^{A}\!X^{*}\to {}^{A}\!Y+\gamma }